# ر بمل

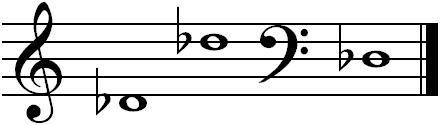
نت ر بمل

ر بمل (انگلیسی: D-flat) با مخفف (♭D) یک نت از نت‌های موسیقی است که نیم پرده دیاتونیک  بالاتر از «دو» و نیم پرده کروماتیک پایین‌تر از «ر» صدا می‌دهد. «ر بمل» نت مترادف «دو دیز» محسوب می‌شود. یک «ر بمل» وسط یا (۴♭D) بر اساس زیروبمی، فرکانسی معادل (۲۷۷٫۱۸۳ هرتز) را داراست.

## گام
گام ها بر پایه نت «ر بمل» عبارتند از:
- ر بمل ماژور : ر بمل، می بمل، فا، سل بمل، لا بمل، سی بمل، دو، ربمل.
- ر بمل مینور تئوریک : ر بمل، می بمل، فا بمل، سل بمل، لا بمل، سی دوبل بمل، دو بمل، ر بمل.
- ر بمل مینور هارمونیک : ر بمل، می بمل، فا بمل، سل بمل، لا بمل، سی دوبل بمل، دو، ر.
- ر بمل مینور ملودیک بالا رونده : ر بمل، می بمل، فا بمل، سل بمل، لا بمل، سی بمل، دو ر بمل.
- ر بمل مینور ملودیک پائین رونده : ر بمل، دو بمل، سی دوبل بمل، لا بمل، سل بمل، فا بمل، می بمل، ر بمل.

## جستار های وابسته
- دو دیز